# Magdalenaberg (Gemeinden Pettenbach, Inzersdorf)
Magdalenaberg ist ein Ort auf der gleichnamigen Erhebung im Bezirk Kirchdorf in Oberösterreich.

## Geographie
Der Magdalenaberg ist mit 679 m ü. A. Seehöhe eine der ersten Erhöhungen des nördlichen Alpenvorlandes. Die Ansiedlung um den höchsten Punkt bildet die Ortschaft Magdalenaberg der Gemeinde Pettenbach mit 218 Einwohnern, die zerstreuten Häuser am Ostabhang bilden die Ortschaft Magdalenaberg der Gemeinde Inzersdorf im Kremstal mit 195 Einwohnern (Stand 1. Jänner 2024).

## Geschichte
Erstmals urkundlich erwähnt wurde Magdalenaberg in der Stiftungsurkunde des Stift Kremsmünsters im Jahr 777, in der der bayrische Herzog Tassilo III. mit der Widmung Pettenbachs den slawischen Namen für Magdalenaberg „Warminc“ verwendete. Der Name Warminc dürfte auf die slawischen Siedler zurückzuführen sein, welche ab dem 6. Jahrhundert im Almtal sesshaft wurden. Bis 1806 wurde der Ort „St. Magdalena am Berge“ genannt.
Bereits 1292 wurde am Magdalenaberg eine Kirche zu Ehren der heiligen Maria Magdalena errichtet. Die Errichtung des spätgotischen Baus folgte Anfang des 16. Jahrhunderts. In den nachfolgenden Jahrhunderten war die Kirche als eine große Wallfahrtsstätte bekannt. Nachdem 1677 ein Brand infolge eines Blitzeinschlags große Teile der Kirche zerstörte, entstand beim Wiederaufbau das heutige Renaissancegewölbe. 1785 wurde Magdalenaberg zu einer selbstständigen Pfarre erhoben. Das Kirchengebäude steht unter Denkmalschutz (Listeneintrag).

## Infrastruktur
Neben der Pfarrkirche finden sich auf dem Magdalenaberg eine Volksschule, die Freiwillige Feuerwehr Magdalenaberg sowie das Uniformierte Schützenkorps Magdalenaberg 1839.